# Заболотное (Винницкая область)
Заболо́тное (укр. Заболотне) (до 1929 — Чеботарка) — село в Тульчинском районе Винницкой области Украины.
Код КОАТУУ — 0521982601. Население по переписи 2001 года составляет 13979 человек. Почтовый индекс — 24631. Телефонный код — 4340.
Занимает площадь 1,8 км².
Село получило сегодняшнее название в честь выдающегося украинского микробиолога Заболотного, который родился в нём в 1866 году. В селе сохранился дом, где родился учёный, работает мемориальный музей.
Расстояние по прямой до райцентра составляет около 10 км, автодорогами — 48,5 км, путь частично совпадает с автотрассой Т 0202.

## Религия
В селе действует Свято-Николаевский храм Крыжопольского благочиния Могилёв-Подольской епархии Украинской православной церкви.

## Адрес местного совета
24631, Винницкая область, Тульчинський р-н, с. Заболотное, ул. Ленина, 21, тел. 2-86-42; 2-86-31